# Иоганн Леопольд (наследный принц Саксен-Кобург-Готский)
Иоганн Леопольд Вильгельм Альберт Фердинанд Виктор Саксен-Кобург-Готский (нем. Johann Leopold Wilhelm Albert Ferdinand Viktor von Sachsen-Coburg und Gotha; 2 августа 1906, Калленбергский замок — 4 мая 1972, Грайн, Верхняя Австрия) — наследный принц Саксен-Кобург-Готский; старший сын последнего герцога Саксен-Кобург-Готского Карла Эдуарда и его супруги Виктории Аделаиды Шлезвиг-Гольштейнской.

## Биография
Был наследным принцем Саксен-Кобург-Готским с рождения до принудительного отречения отца 18 ноября 1918 года. Отречение было результатом Ноябрьской революции.
Карл Эдуард надеялся договориться о браке между принцем Иоганном Леопольдом и принцессой Юлианой, наследницей его двоюродной сестры королевы Нидерландов Вильгельмины. Помолвка так и не состоялась, в чём Карл Эдуард винил своего «бесполезного» сына.
Его первой женой была Феодора фон дер Хорст (1905—1991), на которой он женился 9 марта 1932 года. Он был вынужден отречься от своих прав наследования при вступлении в брак. У супругов было трое детей:
- Каролина Матильда Адельгейда Сибилла Марианна Эрика (род. 1933)

∞ 1953 Майкл Нильсен (1923—1975), две дочери
- Эрнст Леопольд Эдуард Вильгельм Иосия (1935—1996), совершил самоубийство вместе с третьей женой

∞ 1961 Ингеборд Хениг (развод 1963), сын
∞ 1963 Гертруда Моника Пфейффер (развод 1985), три сына и две дочери
∞ 1986 Сабина Биллер
- Петер Альберт Фридрих Иосия (род. 1939)

∞ 1964 Розита Генриетта Брейер, два сына
27 февраля 1962 года Иоганн Леопольд и Феодора развелись.
Его второй женой была Мария Терезия Рейндль (1908—1996), на которой он женился 3 марта 1963 года. У них не было детей.